# Gösta Prüzelius
Karl Gösta Prüzelius, né le 11 août 1922 à Stockholm (Suède), ville où il est mort (sur l'île de Kungsholmen) le 15 mai 2000, est un acteur suédois.

## Biographie
Très actif au théâtre dès 1940, Gösta Prüzelius joue notamment au théâtre dramatique royal de Stockholm (Kungliga Dramatiska Teatern en suédois, abrégé Dramaten), depuis Le Baladin du monde occidental de John Millington Synge (1964) jusqu'au Conte d'hiver de William Shakespeare (1994, avec Bibi Andersson et Pernilla August).
Cette dernière pièce est mise en scène par Ingmar Bergman, comme plusieurs autres auparavant au Dramaten, telles La Sonate des spectres d'August Strindberg (1973, avec Harriet Andersson et Gunnel Lindblom) et Le Songe du même Strindberg (1986, avec Lena Olin et Kristina Adolphson).
Un deuxième metteur en scène avec lequel il collabore souvent en ce même théâtre est Alf Sjöberg, notamment sur Troïlus et Cressida de William Shakespeare (1967, avec Max von Sydow et Kristina Adolphson) et Ennemis de Maxime Gorki (1973, avec Erland Josephson et Gunnel Lindblom).
Mentionnons encore, parmi ses ultimes pièces au Dramaten, Marie Stuart de Friedrich von Schiller (1989, avec Bibi Andersson dans le rôle-titre et Mats Bergman) et Mort d'un commis voyageur d'Arthur Hiller (son avant-dernière, 1992, avec Jarl Kulle et Mona Malm).
Au cinéma, Gösta Prüzelius contribue à quatre-vingt-sept films suédois (ou en coproduction) dès 1945, le dernier étant Les Meilleures Intentions de Bille August (1992, avec Samuel Fröler et Pernilla August).
Entretemps, citons Barabbas d'Alf Sjöberg (1953, avec Ulf Palme dans le rôle-titre et Eva Dahlbeck), Nattens ljus de Lars-Eric Kjellgren (1957, avec Lars Ekborg et Gunnar Björnstrand), Paradis d'été de Gunnel Lindblom (1977, avec Sif Ruud et Marianne Aminoff), ou encore deux réalisations d'Ingmar Bergman, La Honte (1968, avec Liv Ullmann et Max von Sydow) et Fanny et Alexandre (1982, avec Ewa Fröling et Jan Malmsjö).
Enfin, à la télévision (suédoise principalement), il apparaît dans sept téléfilms (1961-1989) et vingt séries (1952-2000), dont Varuhuset (un épisode, 1987) et surtout Rederiet (en) (sa dernière série, deux-cent-soixante épisodes, 1992-2000).

## Théâtre (sélection)

### Au Dramaten
- 1964 : Le Baladin du monde occidental (Hjälten på den gröna ön) de John Millington Synge : Michael James Flaherty
- 1964 : Galenpannan de Lars Forssell, mise en scène de Bengt Ekerot, décors et costumes de Marik Vos-Lundh : Le vicaire / Klingspor
- 1965 : Hans Nåds Maitresse de Hjalmar Bergman : le doyen Per Hyltenius
- 1965 : Mère Courage et ses enfants (Mutter Courage) de Bertolt Brecht, mise en scène et décors d'Alf Sjöberg : le chapelain
- 1965 : Tiny Alice (För Alice) d'Edward Albee, mise en scène d'Ingmar Bergman et Bengt Ekerot : le majordome
- 1966 : L'Instruction (Rannsakningen) de Peter Weiss, mise en scène d'Ingmar Bergman : le procureur
- 1966 : Maître Puntila et son valet Matti (Herr Puntila och hans dräng Matti) de Bertolt Brecht, mise en scène d'Alf Sjöberg : le juge
- 1966 : Marie Stuart (Maria Stuart) de Friedrich von Schiller, mise en scène d'Ulf Palme : Lord Burleigh
- 1966 : Le Mariage (Vigseln) de Witold Gombrowicz, mise en scène d'Alf Sjöberg : l'évêque Pandulf
- 1967 : La Cerisaie (Körsbärsträdgården) d'Anton Tchekhov, décors et costumes de Marik Vos-Lundh : Lopakhine
- 1967 : Troïlus et Cressida (Troilus and Cressida) de William Shakespeare, mise en scène d'Alf Sjöberg : Ménélas
- 1968 : La Puce à l'oreille (Leva Loppan) de Georges Feydeau, mise en scène de Mimi Pollak : Dr Finache
- 1968 : Liebelei d'Arthur Schnitzler, mise en scène d'Ulf Palme : un étranger
- 1968 : Le Malade imaginaire (Den inbillningssjuke) de Molière : le notaire Bonnefoy
- 1969 : Woyzeck de Georg Büchner, mise en scène d'Ingmar Bergman : un juif
- 1969 : Noces (Bröllopsfesten) d'Elias Canetti : le directeur Schoen
- 1970 : Le Songe (Ett drömspel) d'August Strindberg, mise en scène d'Ingmar Bergman : Ordström
- 1970 : Borgaren och Marx de Lars Forssell, mise en scène de Mimi Pollak, décors de Marik Vos-Lundh : Moïse Dorante
- 1970 : Brända tomten d'August Strindberg, mise en scène d'Alf Sjöberg : un civil
- 1971 : Show de Lars Forssell, mise en scène d'Ingmar Bergman : un officier de police
- 1971 : Modernité (Modern) de Stanisław Ignacy Witkiewicz, mise en scène d'Alf Sjöberg : Anton van Bourdelle-Boeg
- 1972 : All Over (Slutet) d'Edward Albee : le fils
- 1972 : Une maison de poupée (Ett dockhern) d'Henrik Ibsen : Nils Krogstad
- 1973 : La Sonate des spectres (Spöksonaten) d'August Strindberg, mise en scène d'Ingmar Bergman, décors de Marik Vos-Lundh : le consul
- 1973 : Capitaine de Köpenick (Kaptenen från Köpenick) de Carl Zuckmayer : le maire Obermüller
- 1973 : Ennemis (Fiender) de Maxime Gorki, mise en scène d'Alf Sjöberg : le chef de la police
- 1974 : À Damas (Till Damaskus) d'August Strindberg, mise en scène d'Ingmar Bergman, décors de Marik Vos-Lundh : le professeur
- 1974 : L'Annonce faite à Marie (Budskapet till Maria) de Paul Claudel, mise en scène d'Alf Sjöberg : le maire
- 1974 : Den jäktade de Ludvig Holberg : Léonard
- 1975 : Antoine et Cléopâtre (Antonius and Kleopatra) de William Shakespeare, mise en scène d'Alf Sjöberg : Lépide
- 1976 : Gropen, ett spel om svek de Kent Andersson : Dahlberg
- 1976 : Le Marchand (Köpmannen) d'Arnold Wesker : Tubal
- 1976 : Un mois à la campagne (En månad på landet) d'Ivan Tourgueniev, décors de Marik Vos-Lundh : Afanasi
- 1977 : Gudar och människor de Willy Kyrklund, mise en scène de Gunnel Lindblom : le père
- 1979 : Dirty Linen and New-Found-Land (Smutsig Byk) de Tom Stoppard : McTeazle
- 1980 : Crimes et Délits (Brott och brott) d'August Strindberg : l'abbé
- 1980 : Richard III de William Shakespeare : Lord Stanley
- 1980 : Les Physiciens (Fysikerna) de Friedrich Dürrenmatt : Richard Voss
- 1980 : La Nuit des rois, ou Ce que vous voudrez (Trettondagsafton) de William Shakespeare, mise en scène d'Ingmar Bergman : un prêtre
- 1982 : Der neue Prozess (Nya Processen) de (et mise en scène par) Peter Weiss : l'ambassadeur des États-Unis
- 1982 : La Mort de Sénèque (Senecas död) de Sven Delblanc : Caius Calpurnius Piso
- 1982 : La Tempête (Stormen) de William Shakespeare : le roi de Naples Alonso
- 1985 : Le Revizor (Riksrevisorn) de Nicolas Gogol : Korobkine
- 1986 : Le Songe (Ett drömspel) d'August Strindberg, mise en scène d'Ingmar Bergman : le père / un membre de la faculté de théologie
- 1986 : Markurells i Wadköping de Hjalmar Bergman, costumes de Mago : le recteur Blidberg
- 1987 : Le Malade imaginaire (Den inbillade sjuke) de Molière : le médecin Purgon
- 1988 : Kronbruden d'August Strindberg, mise en scène de Peter Stormare : le prêtre
- 1989 : Marie Stuart (Maria Stuart) de Friedrich von Schiller : le comte Talbot
- 1989 : L'Avare (Den girige) de Molière : Anselme
- 1990 : True West (En riktid Western) de Sam Shepard, mise en scène de Bibi Andersson : Saul Kimmer
- 1990 : La hija de Rappaccini (Beatrice, Rappaccinis dotter) d'Octavio Paz : le professeur Baglioni
- 1992 : Mort d'un commis voyageur (En handelsresandes död) d'Arthur Miller : l'oncle Ben
- 1994 : Le Conte d'hiver (Vintersagan) de William Shakespeare, mise en scène d'Ingmar Bergman : Camillo

### Autres lieux
- 1940 : Le Marchand de Venise (Köpmannen i Venedig) de William Shakespeare, mise en scène d'Ingmar Bergman (Académie universitaire de théâtre (sv), Stockholm) : Shylock
- 1947 : Cyrano de Bergerac d'Edmond Rostand (Oscarsteatern, Stockholm) : le marquis de Cuigny
- 1950 : Médée (Medea) de Jean Anouilh, mise en scène d'Ingmar Bergman (Intima Teatern (sv), Stockholm) : le tuteur
- 1958 : La Souricière (Råttfällan) d'Agatha Christie (Blancheteatern (en), Stockholm) : Giles Ralston

## Filmographie partielle

### Cinéma
- 1946 : Il pleut sur notre amour (Det regnar på vår kärlek) d'Ingmar Bergman : un agent de police
- 1946 : Iris et le Cœur du lieutenant ou L'Épreuve (Iris och löjtnantshjärta) d'Alf Sjöberg : un officier
- 1953 : Un été avec Monika (Sommaren med Monika) d'Ingmar Bergman : un vendeur du Forsberg
- 1953 : Barabbas d'Alf Sjöberg : un acolyte de Barabbas
- 1954 : Une leçon d'amour (En lektion i kärlek) d'Ingmar Bergman : un contrôleur dans le train
- 1955 : Sourires d'une nuit d'été (Sommarnattens leende) d'Ingmar Bergman : un serviteur
- 1957 : Nattens ljus de Lars-Eric Kjellgren : Pettersson
- 1957 : Le Septième Sceau (Det sjunde inseglet) d'Ingmar Bergman : un homme
- 1958 : Mademoiselle Avril (Fröken April) de Göran Gentele : un policier
- 1959 : Invasion of the Animal People de Virgil W. Vogel (film américano-suédois) : Dr Walter Ullman
- 1964 : Toutes ses femmes (För att inte tala om alla dessa kvinnor) d'Ingmar Bergman : un journaliste de la radio suédoise
- 1968 : La Honte (Skammen) d'Ingmar Bergman : le vicaire dans la salle d'interrogatoire
- 1975 : La Flûte enchantée (Trollflöjten) d'Ingmar Bergman : le premier prêtre
- 1976 : Face à face (Ansikte mot ansikte) d'Ingmar Bergman : le père de Jenny
- 1977 : Paradis d'été (Paradistorg) de Gunnel Lindblom : Carl-Henrik
- 1982 : Fanny et Alexandre (Fanny och Alexander) d'Ingmar Bergman : Dr Fürstenberg
- 1992 : Les Meilleures Intentions (Den goda viljan) de Bille August : le shérif

### Télévision
(séries)
- 1969 : Fifi Brindacier (Pippi Långstrum), saison unique, 8 épisodes : Dunder-Karlsson (voix)
- 1987 : Varuhuset, saison 1, épisode 9 Gammal är äldst : Åskan
- 1992-2000 : Rederiet, saisons 1 à 17, 260 épisodes : Reidar Dahlén